# Pico de Entrescaballos
Pico de Entrescaballos är en bergstopp i Spanien.   Den ligger i provinsen Província de Lleida och regionen Katalonien, i den nordöstra delen av landet, 500 km nordost om huvudstaden Madrid. Toppen på Pico de Entrescaballos är 2 428 meter över havet, eller 89 meter över den omgivande terrängen. Bredden vid basen är 0,84 km.
Terrängen runt Pico de Entrescaballos är huvudsakligen bergig, men åt sydost är den kuperad. Runt Pico de Entrescaballos är det glesbefolkat, med 12 invånare per kvadratkilometer. Närmaste större samhälle är Vielha, 10,2 km söder om Pico de Entrescaballos. I omgivningarna runt Pico de Entrescaballos växer i huvudsak blandskog.